# Determined Damnation
Determined Damnation è il terzo album dei Wolfchant, pubblicato il 24 aprile del 2009, il primo con la Massacre Records.

## Il disco
La versione digipak contiene due bonus tracks.

## Tracce
1. Determination Begins – 1:14
2. World In Ice – 4:28
3. Until the End – 5:46
4. Determined Damnation – 4:35
5. In War – 4:08
6. Fate of the Fighting Man – 4:23
7. Kein Engel hört dich flehen – 3:41
8. A Raven's Flight – 4:02
9. Never Too Drunk – 4:00
10. Schwerter der Erde – 4:55
11. Auf Blut gebaut – 5:33
12. Under the Wolves Banner – 4:45

Limited Digipak Version
1. Devour
2. Warcry

## Formazione
- Lokhi - voce
- Skaahl - chitarra solista
- Derrmorh - chitarra ritmica
- Bahznar - basso
- Norgahd - batteria